# Spoorlijn 171 (Tsjechië)
Spoorlijn 171 is een spoorlijn in Tsjechië. De spoorlijn loopt van het hoofdstation van Praag naar de stad Beroun. Over het traject rijden stoptreinen en intercity's, bijvoorbeeld die van Františkovy Lázně naar Hradec Králové. Bij twee stations is er aansluiting op de Praagse metro. Bij het hoofdstation kan worden overgestapt op lijn C en bij station Praha-Smíchov op lijn B.
De spoorweg van Praag naar Beroun werd op 14 juli 1862 geopend. De lijn was onderdeel van de verbinding van Praag via Pilsen met de Duitse grens, die door het bedrijf Böhmische Westbahn werd aangelegd. De verbinding in Praag van het hoofdstation met station Praha-Smíchov, aan de andere kant van de Moldau, werd op 15 augustus 1872 in gebruik genomen. Het traject is sinds 1928 geëlektrificeerd, tegenwoordig wordt er gebruikgemaakt van 3.000 volt gelijkstroom. De spoorwijdte is 1.435 mm (gelijkstroom).
De spoorlijn maakt deel uit van de třetí železniční koridor (derde spoorwegcorridor) die van de Duitse grens naar de Slowaakse grens loopt via Pilsen, Praag, Pardubice, Olomouc en Ostrava.

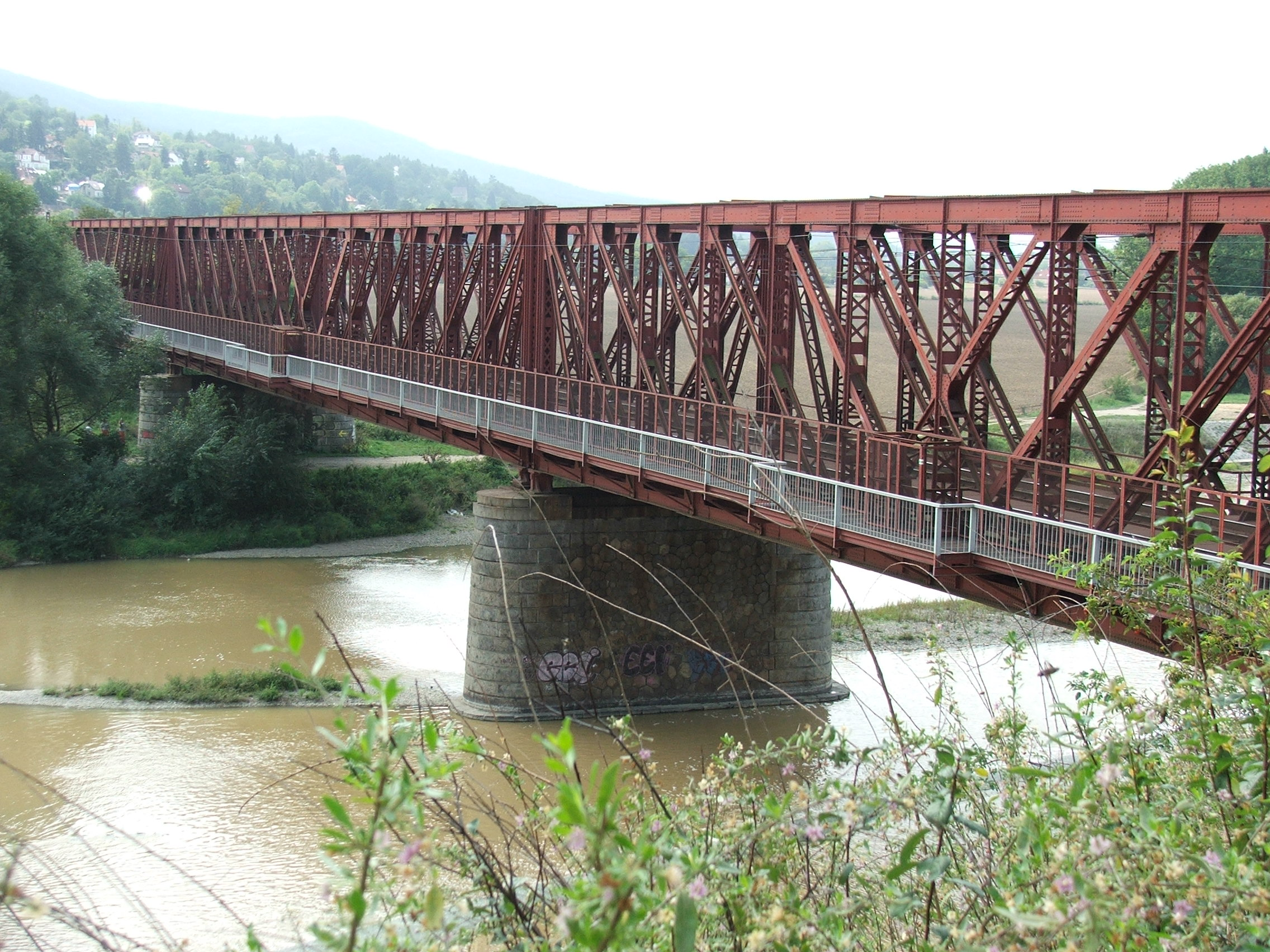
Spoorbrug over de Berounka bij station Černošice-Mokropsy